# Sui marciapiedi
Sui marciapiedi (Where the Sidewalk Ends) è un film del 1950 diretto da Otto Preminger.
Il soggetto è tratto dal romanzo Night Cry di William L. Stuart, la sceneggiatura è di Ben Hecht con l'adattamento di Robert E. Kent, Frank P. Rosenberg e Victor Trivas. I protagonisti, Dana Andrews e Gene Tierney, tornano ad essere diretti in un film noir da Otto Preminger, dopo Vertigine del 1944.

## Trama
New York: il detective Dixon, appena degradato dal suo superiore per i suoi metodi forti, causa accidentalmente la morte di Paine, un sospettato di omicidio di un ricco texano, Morrison, trovato morto in una bisca clandestina gestita del gangster Carter.
Dixon nasconde le tracce del suo crimine e cerca di far ricadere la colpa del suo delitto su Carter, che è convinto che sia il responsabile del primo omicidio.
Della morte di Paine viene incolpato un tassista, l'ex-suocero della vittima, che è incastrato da movente e indizi. Dixon si innamora di Morgan, l'ex-moglie di Paine, ed è combattuto dal senso di colpa per il delitto commesso e per la sofferenza che indirettamente ha riversato sulla donna che ama. La sua insistenza nel voler incolpare Carter si scontra con la rigidezza del tenente Thomas. Ma Dixon, sebbene in maniera nuovamente poco ortodossa ma estremamente coraggiosa, incastra il gangster permettendone l'arresto per l'omicidio del texano e il presunto omicidio di Paine.
Così, di fronte al capo che gli restituisce il grado e lo riempie di encomi, e alla sua amata che lo ringrazia per aver ridato la libertà al padre, Dixon pur avendo risolto tutto a suo vantaggio, si sente in dovere di confessare la verità su Paine.
Dixon dovrà dunque essere processato e certamente condannato ad un periodo di reclusione. Di fronte a questa prospettiva, Morgan gli conferma comunque il suo amore, promettendo che lo aspetterà.

## Produzione
Il film è stato girato negli studios hollywoodiani ma alcune riprese sono state effettivamente realizzate a New York, dove il film è ambientato.
Nel doppiaggio italiano il boss Tommy Scalise è diventato Tommy Carter.